# Le Piège de Dante
Le Piège de Dante est un roman de l’auteur français Arnaud Delalande publié en 2006.

## Résumé
En 1756, Frederico est doge de la république de Venise, et Le Minotaure (un sénateur traître) doit l’abattre. Frederico fait libérer l’agent secret Viravolta pour enquêter sur le meurtre de Marcello, agent secret du Conseil de 10. À la suite d’autres meurtres, Viravolta découvre qu’ils s’inspirent d’une œuvre de Dante, et sont exécutés par la secte du Minotaure. À l’apogée du carnaval (qui dure 6 mois), Viravolta déjoue le meurtre de Frederico. Il va tuer Le Minotaure à Florence (ville de Dante) et part en France.